# Onthophagus coeruleicollis
Onthophagus coeruleicollis là một loài bọ cánh cứng trong họ Bọ hung (Scarabaeidae).